# Nils A. Bengtsson
Nils Arne Bengtsson, född 22 oktober 1924 i Björnekulla församling, Kristianstads län, död december 2003 i Malmö S:t Petri församling, Skåne län var en svensk översättare och kritiker.
Bengtsson är son till fiskhandlaren Gustaf Bengtsson och Olivia f. Björk. Han blev filosofie licentiat vid Lunds universitet 1964. Han var litteraturkritiker i Perspektiv 1950–1964, i Arbetaren 1951–1955 och i Sydsvenska Dagbladet från 1951. Han var verksam som översättare från franska och engelska samt i mindre utsträckning från tyska, danska och norska sedan 1949; mellan åren 1957 och 1972 alltid i samarbete med sin maka Gun R. Bengtsson. Bland det han översatt märks en rad böcker av Georges Simenon och Romain Gary. Bengtsson är gravsatt i minneslunden på Limhamns kyrkogård.

## Översättningar (i urval)
- Hans Mølbjerg: Gården (Gården) (LT, 1949)
- Georges Simenon: Maigret flyttar hemifrån (Albert Bonniers Förlag, 1963)
- Arthur Koestler: Slumpens rötter: var står parapsykologin idag? (The roots of coincidence) (Askild & Kärnekull, 1973)
- John le Carré: Mullvaden (Tinker tailor soldier spy) (AWE/Geber, 1975)
- Hans Scherfig: Frydenholm (Frydenholm) (Alba, 1978)
- John Berger: Gräs och rötter (Pig earth) (Brombergs bokförlag, 1981)
- Peter Noll: Den utmätta tiden (Diktate über Sterben und Tod) (Bromberg, 1985)
- Michael Ignatieff: Sprickor i vävnaden (Scar tissue) (Bromberg, 1994)
- Anne Stamm: Afrikas förkoloniala historia (Histoire de l'Afrique précoloniale) (Alhambra, 1998)